# Pietro Marone

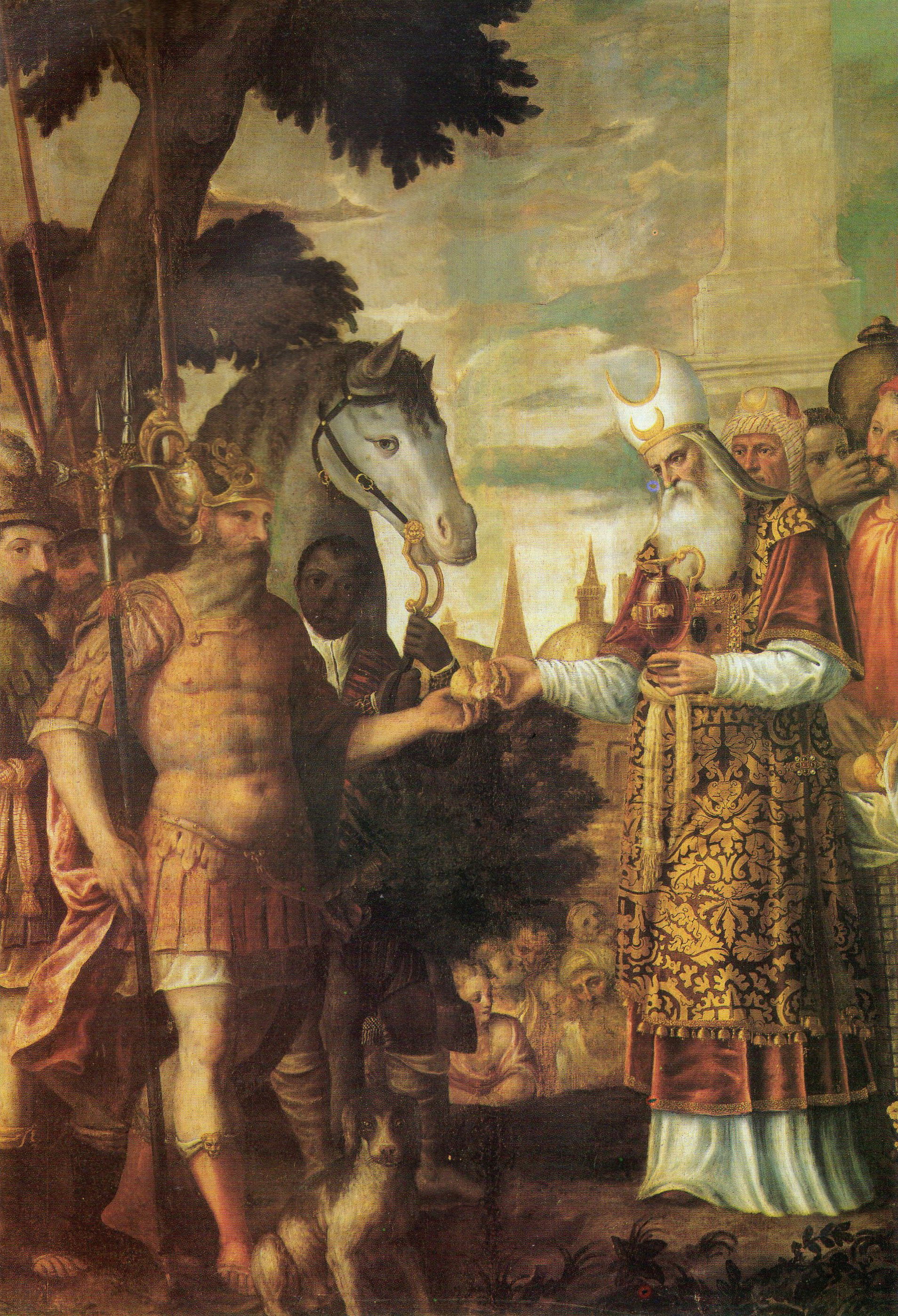
Pietro Marone, Incontro di Abramo con Melchizedek, Chiesa di San Lorenzo, Brescia.

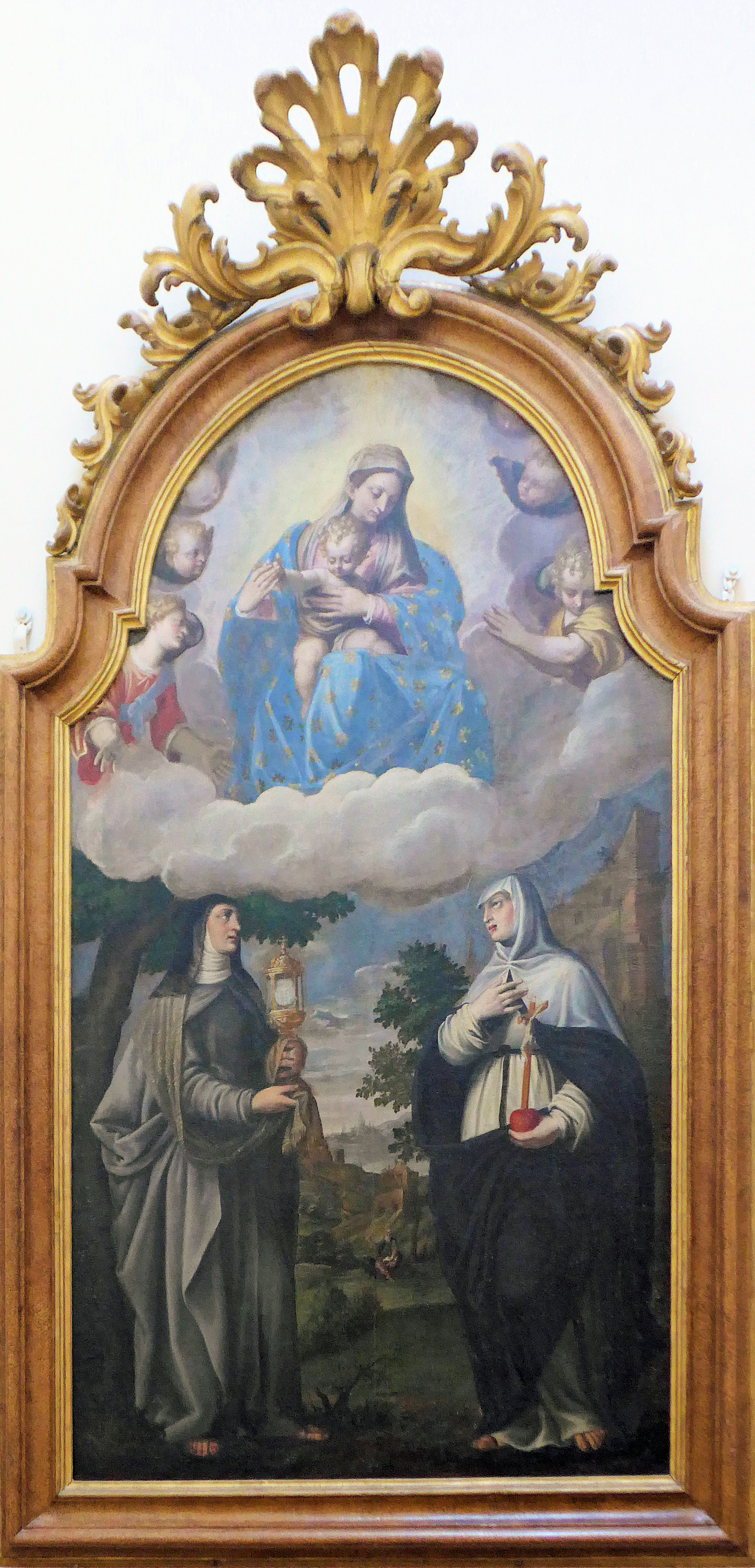
Pietro Marone (attribuito), S. Chiara e S. Caterina, seconda metà XVI secolo, MAST Castel Goffredo.

Pietro Marone (Brescia, 1548 – Brescia, settembre 1603) è stato un pittore italiano attivo a Brescia e a Mantova.

## Biografia
Appartenne alla famiglia di pittori e intagliatori bresciani. Figlio del pittore Andrea Marone da Manerbio e nipote di Paolo Marone, anch'egli pittore, poi divenuto frate gesuita con il nome di Fra Benedetto da Brescia, Pietro ha presumibilmente ammirato e imitato lo stile di Paolo Veronese, Tiziano Vecellio e del Moretto. 

## Opere
Si è distinto per la pittura manierista a Brescia: gli affreschi sull' Iliade a Palazzo Caprioli nella contrada delle Grazie, l'Assunzione in Santa Maria dei Miracoli, la Strage degli innocenti nella chiesa del Carmine, presente anche in San Lorenzo. Sempre a Brescia nel 1581 dipinse con Tommaso Bona in San Pietro (Duomo vecchio); nel 1588, lavorò nella sala del consiglio nel Palazzo della Loggia, e nel 1591, aiutò la decorazione di archi di festa per celebrare la venuta a Brescia del cardinale Gianfrancesco Morosini, di ritorno da Parigi dove aveva ricoperto l'incarico di legato pontificio e dove rimarrà come vescovo fino alla morte. 
A Lonato del Garda nella basilica della Natività di San Giovanni Battista (dal 2017 riesposto nella chiesa di Sant'Antonio Abate) è presente la pala dell'Assunta. Sempre a Lonato, nel 1595, a Marone viene affidata la decorazione della cappella dedicata a San Michele nella chiesa della Beata Vergine del Corlo. L'affresco della cappella rappresenta il Giudizio Universale. Nella parte rappresentante l'inferno tra i dannati si vede un uomo in un angolo, secondo alcuni è Marone stesso.
Dell'artista si conserva come pala d'altare nella chiesa di Santa Maria Assunta in Valvendra l'Assunta eseguita nel 1592.